# Horace Gură-de-Ham
Horace Gură-de-Ham (engleză Horace Horsecollar) este un personaj de desene animate creat în 1929 de către Ub Iwerks and Walt Disney. El este un cal antropomorfizat înalt și negru și unul dintre prietenii lui Mickey Mouse. Caracterizat ca fiind un știe-tot bine dispus, Horace îi era de ajutor lui Mickey în expedițiie sale în benzile desenate, cel puțin înainte ca Goofy să-și asume acel rol. De cele mai multe ori acesta apare ca un animal uman, deși o fază comună în vechile sale apariții era abilitatea de a se schimba la nevoie dintr-un cal normal într-un personaj mult mai omenesc.
Debutul oficial al lui Horace a fost drept un cal de arat în The Plow Boy (1929). Tot în acel an apare și în desenul The Jazz Fool, după care devine un membru regulat al personajelor de suport Disney (pe lângă Vaca Clarabelle, Clara Cluck și alte personaje minore). Mai recent Horace poate fii văzut în Fabrica de râs a lui Mickey (Mickey Mouse Works), Casa lui Mickey Mouse (Disney's House of Mouse), noile desene Mickey Mouse și Mickey și piloții de curse (Mickey and the Roadster Racers).

## Istorie
Personajul a apărut frecvent din 1930 până în 1932 după care nu foarte des, astfel în 1942 făcându-și ultima apariție oficială clasică. Cel mai mare rol al lui Horace a fost în desenul Camping Out din 1934, unde a fost starul poveștii.
În cea mai veche incarnație a sa, Horace a fost arătat ca calul de arat cu patru picioare a lui Mickey. Putea totuși să meargă în două labe pe picioarele din spate, timp în care cele din față îi deveneau mâini cu mănuși (uneori chiar se întorcea imediat la poziția sa de cal obișnuit). Horace a jucat mai mult părți mici ca personaj în aproximativ 30 de scurt-metraje animate în care a fost văzut. Ca și Goofy în primele sale apariții, corpul lui Horace părea a fi făcut din tubulatură din cauciuc.
Ca și multe personaje create de Disney, el a avut parte de apariții scurte în Colindul lui Mickey (Mickey's Christmas Carol) (1983) și Cine vrea pielea lui Roger Rabbit? (Who Framed Roger Rabbit?) (1988). Dar are un rol mai mare ca fiind tutorele Prințului (clona regală a lui Mickey din acel episod) în Prinț și cerșetor (The Prince and the Pauper) (1990).
Mai târziu vocea îi este jucată de Bill Farmer (responsabil de asemenea pentru vocile lui Goofy și Pluto). În Casa lui Mickey Mouse (Disney's House of Mouse), Horace capătă un rol minuscul în câteva episoade ca fiind tehcicianul clubului, rulând episoade de animație pentru audiență și în general alimentând mașinăria. Farmer i-a stabilit vocea pe loc în timpul înregistrărilor de la Prinț și cerșetor atunci când regizorul l-a surprins cu cererea. Solicitându-i-se ceva "aristrocratic și snob", el a mărturisit că a făcut un amestec între Ben Stein și Jim Bacchus.

După ce a părăsit studioul Disney în 1930, Ub Iwerks a conceput un personaj similar cu Horace, pe nume Orace, pentru propriul său studio în desenele cu Broscoiul Flip (Flip the Frog).
În anii 90, Horace a fost propus pentru propriul său serial creat pentru programul The Disney Afternoon, cu numele Maximum Horsepower. Acesta intenționa să explice dispariția sa din scurt-metraje în urma anilor 30, iar conceptul era acela că în 1939 Horace s-a săturat să mai aibă părți așa mici în desene, iar după ce află că Mickey va juca în Fantasia, îi cere lui Walt să joace și el în film. În drumul său către biroul lui Walt, însă, este răpit de niște extratereștrii ce îl plimbă dincolo de galaxie deoarece aceștia erau într-o disperare de a găsi un erou, iar Horace era crezut a fi acela, deși el voia să se întoarcă înapoi pe Pământ la vechia slujbă. Acest serial, însă, nu a fost lansat niciodată.
Horace mai apare în cele mai recente episoade din Mickey și piloții de curse (Mickey and the Roadster Racers) când deși este un locuitor al Hot Dog Hills, el este văzut în numeroase costume și aler-ego-uri.
Bineînțeles că personajul și-a făcut apariția ca mascotă în numeroase parcuri și resorturi Disney, de obicei alături de Vaca Clarabelle. Iar debutul său, de pildă, a fost la Disneyland în Anaheim, California, făcând parte din programul Character Fan Days Weekend.